# Da-Wen Sun
Pour les articles homonymes, voir Sun.
Dawen Sun (chinois 孙大文 ; chinois traditionnel 孫大文 ; pinyin : Sūn Dàwén), connu sous le nom d’usage Da-Wen Sun, né le 18 décembre 1960 à Chaozhou (Guangdong, République populaire de Chine). est professeur dans le département Food and Biosystems Engineering à l'University College Dublin et un membre de Royal Irish Academy,,,.

## Biographie
Né dans le sud de la Chine, Da-Wen Sun a obtenu un doctorat en Génie Chimique en Chine avant de se rendre en Europe où il a travaillé dans différentes universités. En obtenant en 1995 un poste de Professeur Adjoint (Lecturer) à la “National University of Ireland, Dublin (University College Dublin)”. Il a ensuite été promu Professeur adjoint principal (Senior Lecturer), Professeur agrégé (Associate Professor) et Professeur. Le Dr Sun est maintenant Professeur en Ingénierie des Aliments et des biosystèmes (Food and Biosystems Engineering) et est directeur du groupe de recherches “Food Refrigeration and Computerised Food Technology” (Réfrigération des Aliments et numérisation des technologies agroalimentaires) à University College Dublin. Son principal domaine de recherche comprend la réfrigération et le séchage, la qualité et la sécurité des aliments, la simulation et l’optimisation des bioprocédés, et les techniques d’imagerie et d’analyse d’image,,,,,,,.

## La reconnaissance internationale
Da-Wen Sun a contribué de manière significative à ce champ,,,,. Les résultats de ces travaux ont été publiés dans plus de 180 articles dans des journaux à facteur d’impact et dans plus de 200 articles et présentations à congrès. En reconnaissance pour son implication internationale dans le domaine de l‘Ingénierie des aliments, Commission Internationale du Génie Rural (CIGR – International Commission of Agricultural Engineering) lui a décerné une récompense “Merit Award” en 2000 puis en 2006, l’association Institution of Mechanical Engineers (IMechE) basée en Angleterre l’a nommé “Ingénieur de l’année 2004 en aliment”,, puis en 2008 le CIGR lui a décerné une reconnaissance indiquant qu’il était dans le 1 % des meilleurs scientifiques en sciences agronomiques au monde.

## Nominations académiques
- Membre (Fellow) de “Institution of Agricultural Engineers”
- Membre du comité exécutif du CIGR
- Vice-président honoraire du CIGR
- Éditeur en chef du journal Food and Bioprocess Technology – an International Journal (Springer)
- Éditeur de la série d’ouvrages  « Contemporary Food Engineering » Livre Série[25] (CRC Press / Taylor & Francis)
- Ancien Éditeur du Journal of Food Engineering (Elsevier)
- Membre du comité de rédaction du Journal of Food Engineering (Elsevier)
- Membre du comité de rédaction du Journal of Food Process Engineering (Blackwell)
- Membre du comité de rédaction du Sensing and Instrumentation for Food Quality and Safety (Springer)
- Membre du comité de rédaction du Czech Journal of Food Sciences

## Récompenses et prix
- CIGR Recognition Award[26], 2008, par la CIGR (Commission Internationale du Génie Rural)
- AFST(I) Fellow Award, 2007[27], by Association of Food Scientists and Technologists (Inde)
- CIGR Merit Award[26], 2006, par la CIGR (Commission Internationale du Génie Rural)
- President’s Research Fellowship, 2004/2005, par la University College Dublin
- Food Engineer of the Year Award, 2004, par la Institution of Mechanical Engineers (en), UK
- CIGR Merit Award, 2000, by CIGR (Commission Internationale du Génie Rural)
- President’s Research Award, 2000/2001, par la University College Dublin
- Élu à la Royal Irish Academy en 2010[28].
- Who’s Who in Science and Engineering (en), 2000 -
- Who’s Who in the World (en), 1999, 2006[29] ; absent des éditions 2009 et 2010[30]

## Œuvres
- Hyperspectral Imaging for Food Quality Analysis and Control, Elsevier (2009).
- Infrared Spectroscopy for Food Quality Analysis and Control, Elsevier, 416 pp., (ISBN 978-0-12-374136-3) (2009).
- Modern Techniques for Food Authentication, Elsevier, 684 pp., (ISBN 978-0-12-374085-4) (2008)
- Computer Vision Technology for Food Quality Evaluation, Elsevier, 608 pp., (ISBN 978-0-12-373642-0) (2008)
- Computational Fluid Dynamics in Food Processing, CRC Press, 760 pp., (ISBN 978-0-8493-9286-3) (2007)
- Handbook of Frozen Food Processing and Packaging, CRC Press, USA, 737 pp., (ISBN 978-1-57444-607-4)  (2006)
- Thermal Food Processing : New Technologies and Quality Issues, CRC Press, 640 pp., (ISBN 978-1-57444-628-9) (2006)
- Emerging Technologies for Food Processing, Elsevier, 792 pp., (ISBN 978-0-12-676757-5) (2005)
- Advances in Food Refrigeration, Leatherhead Publishing, 482 pp., (ISBN 0 905748 83 2) (2001)
- The University Structure and Curricula on Agricultural Engineering, Food and Agriculture Organisation of the United Nations, 233 pp., (ISBN 92-5-104447-3) (2000)